# Romolo Bacchini
Romolo Bacchini, accreditato anche come Bachini (Roma, 11 aprile 1872 – Roma, 27 marzo 1938), è stato un regista, musicista, attore e poeta dialettale italiano, attivo all'epoca del cinema muto.

## Biografia

### La musica

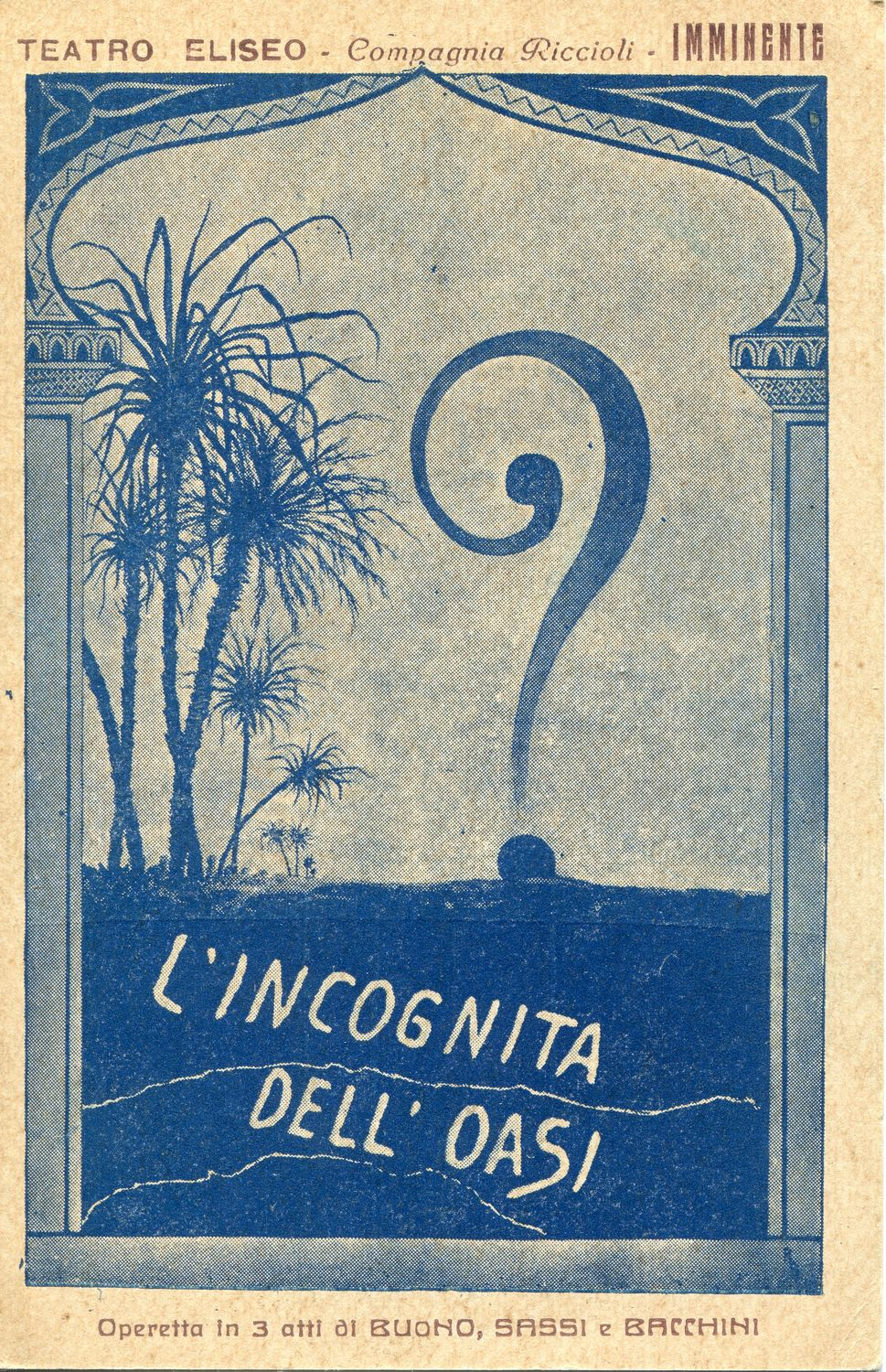
Volantino pubblicitario dell'operetta "L'incognita dell'oasi" (1920 ca.).

Diplomatosi in composizione e direzione d'orchestra al Conservatorio di San Pietro a Majella di Napoli, fu compositore (annovera parecchie opere liriche), direttore e concertatore d'orchestra.
Ha scritto numerose musiche d'accompagnamento per film ed è stato il primo musicista nella storia del cinema ad aver composto, nel 1905, una musica realizzata appositamente per accompagnare un film, "La Malia dell'oro" del regista Filoteo Alberini.. A quell'epoca, non essendo stato ancora adottato il sonoro sincronizzato alle immagini, le musiche venivano eseguite direttamente dall'orchestra in sala di proiezione.

### Il cinema

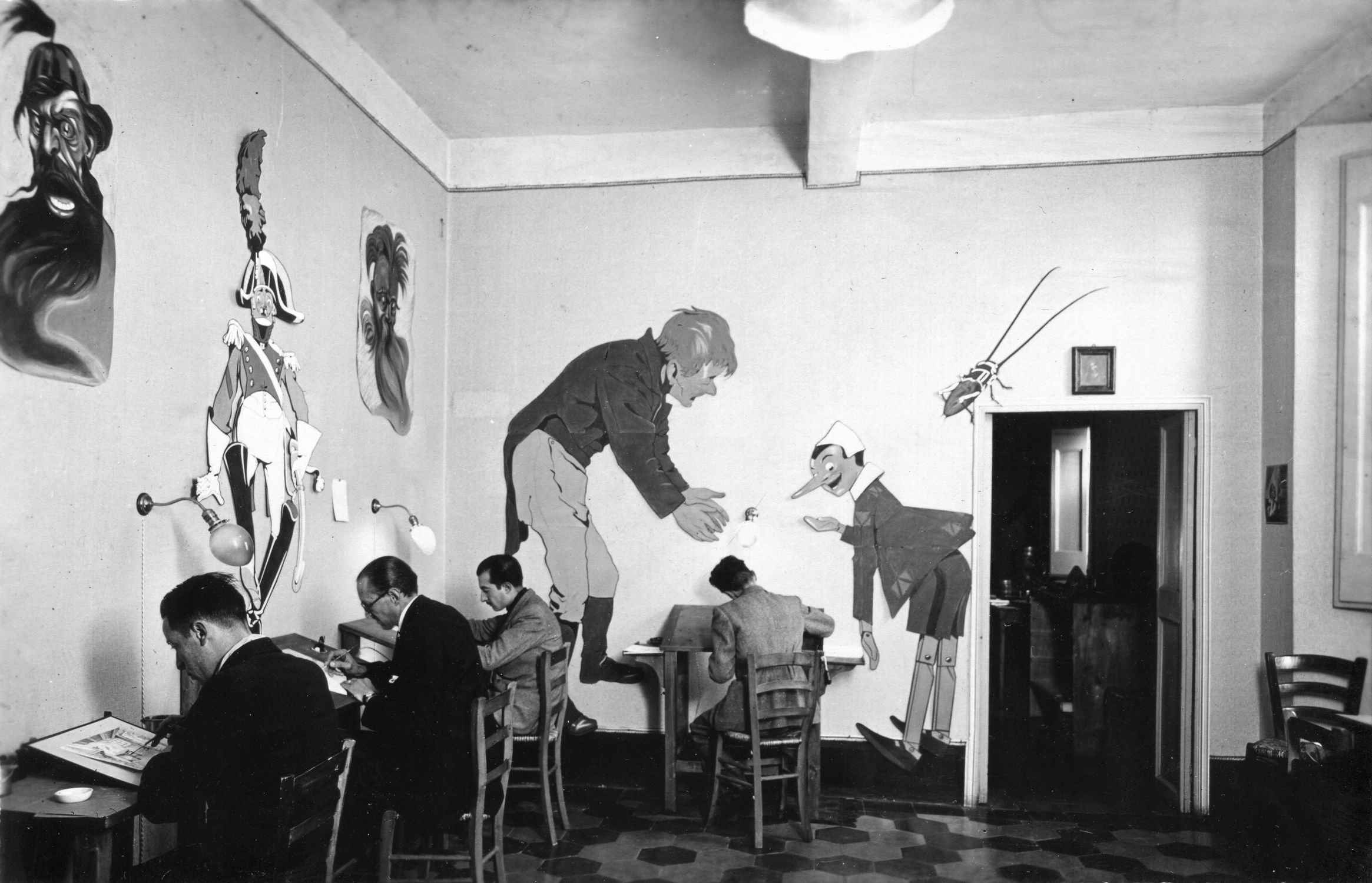
La lavorazione del cartone animato "Le avventure di Pinocchio".

Fu uno dei pionieri del cinema muto italiano. Regista di oltre cinquanta film, interpretò anche il ruolo di attore in alcune pellicole.
Nel 1909 si trasferì a Napoli dove la neonata casa cinematografica Vesuvio Films gli affidò la direzione artistica delle sue produzioni. Nel capoluogo campano diresse molti dei suoi film, tra i quali spicca il cortometraggio storico Corradino di Svevia (L'ultimo degli Hohenstaufen), uno dei primi film italiani ad essere ambientato nel medioevo.
Tornato a Roma, continuò a svolgere l'attività di regista, realizzando diverse decine di film. Alcune pellicole sono andate perdute mentre altre sono state recuperate e restaurate, come nel caso de La leggenda dell'edelweiss della quale sono state ritrovate le bobine e la sceneggiatura originale dai ricercatori del MICS (Museo internazionale del cinema e dello spettacolo) nel 1988.
Tra il 1935 e il 1936 lavorò alla CAIR (Cartoni Animati Italiani Roma) sul film d'animazione Le avventure di Pinocchio, che però non fu mai terminato.

### La poesia
Amico e coetaneo del poeta e scrittore Augusto Jandolo, con lui fece parte del "Gruppo dei Romanisti" assieme agli altri intellettuali e artisti che, al tempo dei fasti del Caffè Greco, animavano i salotti culturali della capitale. Fu autore di diversi componimenti poetici, rivelandosi particolarmente incline a poesie, versi e sonetti in dialetto romanesco. Nel 1929 compose "Er Natale de Roma", un poema in quartine e versi sciolti in vernacolo romanesco, dedicato alla nascita della città di Roma e illustrato dal pittore-ceramista Romeo Berardi.

## Filmografia

### Regia
- Rolla e Michelangelo (1909)

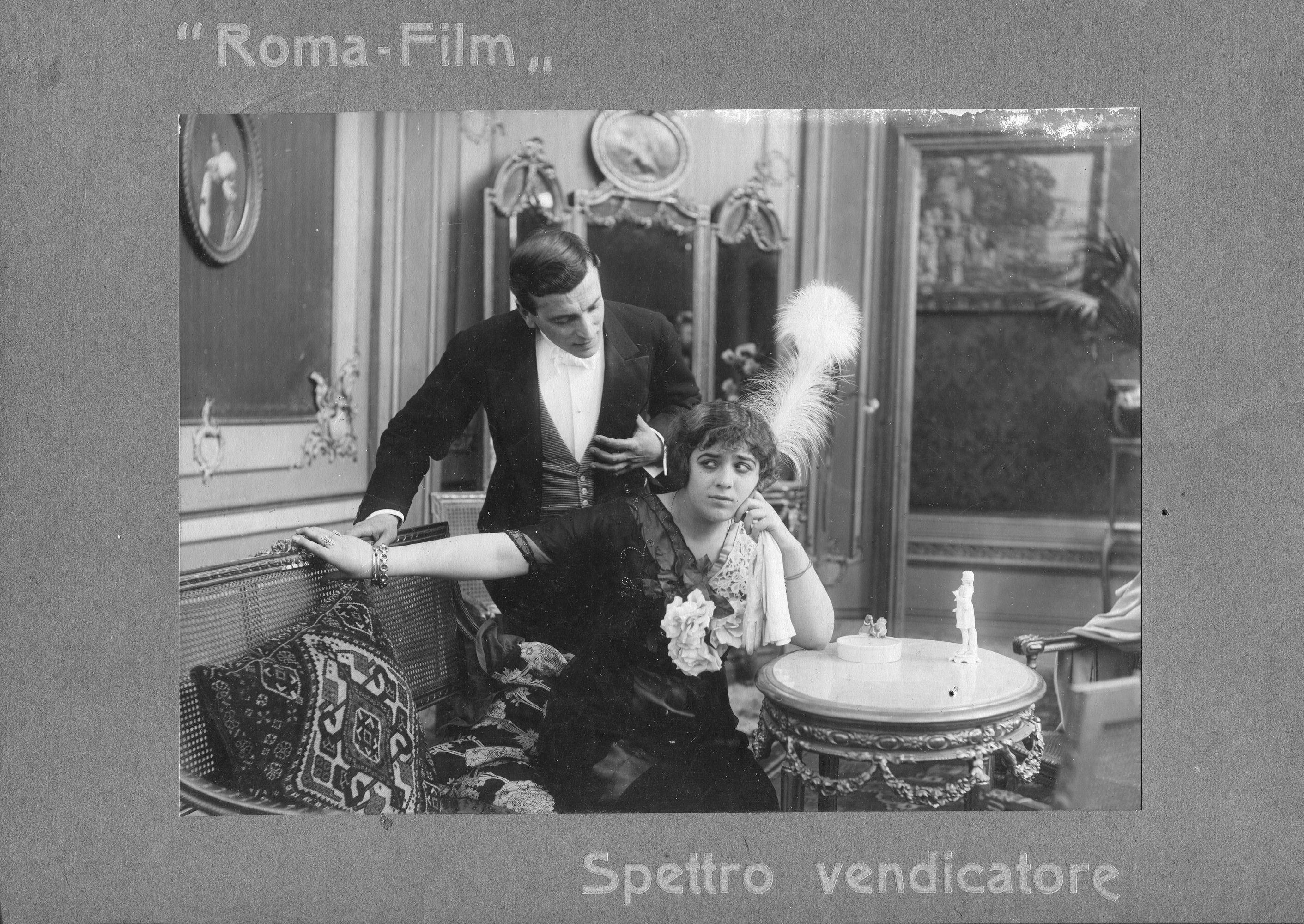
Regista e interprete del film "Lo Spettro Vendicatore" (1914).

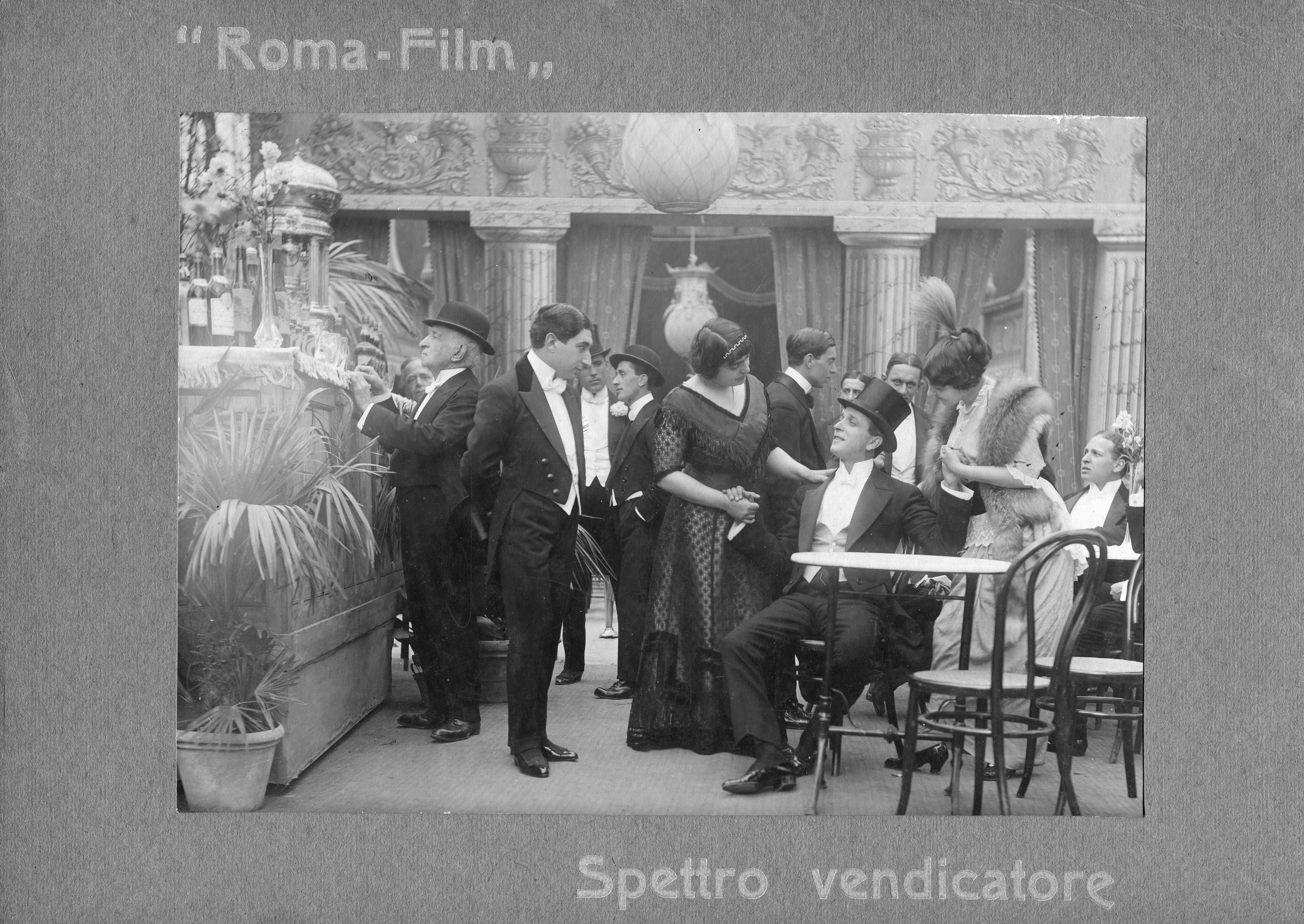
Seduto e con il cappello a cilindro nel film "Lo Spettro Vendicatore" (1914).

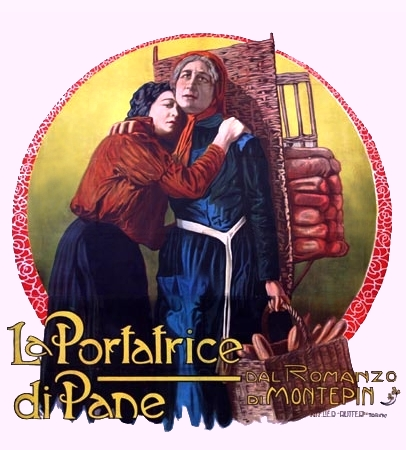
La locandina del film "La Portatrice di Pane" (1911).

- Per l'onore (Scene passionali) (1909)
- Odissea di una comparsa (1909)
- Nozze indiavolate (1909)
- Il ritorno del bersagliere (1909)
- Cuor di Pierrot (1909)
- Amore ed arte (1909)
- Vittima della Patria (1909)
- Odio infranto (1909)
- La vendetta dell'evaso (1909)
- Corradino di Svevia (L'ultimo degli Hohenstaufen) (1909)
- L'orologio accusatore (1909)
- Follia d'amore (1909)
- La figlia del saltimbanco (1910)
- Fermo posta (1910)
- La portatrice di pane (1911)
- Norma (Episodio della Gallia sotto il dominio di Roma Imperiale) (1911)
- Il dottore nell'ufficio (1911)
- Mondana, bandito e cavaliere (1911)
- La rivoluzione del settembre 1793 (1911)
- Adottato dal Re! (1912)
- Sotto la maschera (1913)
- Il tesoro di Kermadek (1913)
- L'artiglio spezzato (1913)
- Tragico ritorno (1914)
- Nel regno di Tersicore (1914)
- Dramma al teatro (1914)
- Insana vendetta (1914)
- Fior di passione (1914)
- Lo spettro vendicatore (1914)
- Espiazione (1914)
- Brescia, leonessa d'Italia (1915)
- I martiri di Belfiore (1915)
- Altri tempi... altri eroi (1916)
- Susanna e i vecchioni (1916)
- L'ostaggio (1916)
- La voragine (1917)
- Crevalcore (1917)
- L'artiglio del nibbio (1917)
- Il misterioso dramma del fiume (1918)
- La tigre vendicatrice (1918)
- La dama misteriosa (1918)
- Il segreto della badia (1918)
- Il trionfo di una martire (1918)
- Le gesta di John Blick (1918)
- La carezza del vampiro (1918)
- Il braccialetto misterioso (1919)
- Nel silenzio dell'anima (1919)
- L'ombra fatale (1919)
- Via Crucis (1919)
- Venere propizia (1919)
- Joseph (1920)
- Il mistero dell'uomo che sogna (1920)
- La leggenda dell'edelweiss (1922)

### Direttore della fotografia
- I martiri di Belfiore (1915)
- Il tank della morte (1917)

### Attore
- Fior di passione, regia di Romolo Bacchini (1914)
- Lo spettro vendicatore, regia di Romolo Bacchini (1914)
- Espiazione, regia di Romolo Bacchini (1914)
- Altri tempi... altri eroi, regia di Romolo Bacchini (1916)
- Susanna e i vecchioni, regia di Romolo Bacchini (1916)
- Catene di ferro e ghirlande di rose (1916)
- La collana del milione, regia di Alberto Orsi (1920)

## Elenco opere musicali (parziale)

### Opere dirette
- Wanda (dramma lirico) (Fermo, Teatro dell'Aquila, 27 agosto 1896, libretto Enrico Golisciani)
- Elki lo zingaro (dramma mimico) (Roma, Teatro Quirino, 12 luglio 1899, libretto Augusto Turchi)
- L'abito fa il monaco (pantomima) (Parigi, Théâtre Européen, 22 maggio 1902, coreografie Rossi)
- Estropiados (pantomima) (Marsiglia, 7 novembre 1902, coreografie Gautier, Rossi e Trave)
- Aprile d'amore (Roma, Teatro Argentina, 25 marzo 1905, libretto Augusto Turchi)
- Incantesimo (romanza per soprano) (parole di Conte di Lara, pseudonimo di Domenico Milelli, musica di Romolo Bacchini)